# Anna Maria Ortese
Anna Maria Ortese (ur. 14 czerwca 1914 w Rzymie, zm. 10 marca 1998 w Rapallo) – włoska pisarka i poetka, autorka reportaży z podróży. 
Dzieciństwo spędziła w Neapolu, tam też przebywała w czasie wojny. Często zmieniała miejsce zamieszkania (m.in. Florencja, Triest, Wenecja), by osiąść w Rapallo. W 1934 roku, opublikowała pierwsze opowiadanie, Il Pellirossa, impulsem do jego napisania była śmierć jej brata, marynarza. W 1937 roku, za namową Massimo Bontempelliego, opublikowała swój pierwszy tom opowiadań Angelici dolori. Po wojnie dużo podróżowała, m.in. do Paryża, Londynu i Moskwy, czego efektem były reportaże publikowane w prasie.  Jej powieść Poveri e semplici została w 1967 roku wyróżniona Nagrodą Stregi. 

## Wybrana twórczość
- Angelici dolori (1937)
- L'infanta sepolta (1950)
- Il mare non bagna Napoli (1953)
- Silenzio a Milano (1958)
- I giorni del cielo (1958)
- L'iguana (1965)
- Poveri e semplici (1967)
- La luna sul muro (1968)
- L'alone grigio (1969)
- Il porto di Toledo (1975)
- Il cappello piumato (1979)
- Il treno russo (1983)
- Il mormorio di Parigi (1986)
- Estivi terrori (1987)
- In sonno e in veglia (1987)
- Il cardillo addolorato (1993)
- Alonso e i visionari (1997)
- Corpo celeste (1997)